# Ramaria reticulata
Ramaria reticulata är en svampart som först beskrevs av Berk. & Cooke, och fick sitt nu gällande namn av Corner 1961. Ramaria reticulata ingår i släktet Ramaria och familjen Gomphaceae.   Inga underarter finns listade i Catalogue of Life.